# Новоматюшкино
Новоматю́шкино — микрорайон в Комсомольском районе города Тольятти, ранее одноимённая деревня Ставропольского района Самарской области.

## История
Основание села и происхождение его названия связывают с мордовскими переселенцами из сёл Старое Матюшкино и Новое Матюшкино, в настоящее время входящих в состав Чердаклинского района Ульяновской области. Мордовское население преобладало в селе и в начале 1990-х.
В 1896 году в селе была открыла одноклассная смешанная церковно-приходская школа, размещавшаяся в собственном здании.
Село входило в Ставропольский уезд Самарской губернии. В РСФСР в селе был создан Новоматюшкинский сельсовет Ставропольского района.
В дальнейшем село вошло в подчинение Комсомольского района Тольятти. С 10 октября 1991 года село перешло в административное подчинение Поволжского поселкового совета.
1 января 2006 года после муниципальной реформы село вошло в состав городского округа Тольятти. 10 июля 2006 года лишилось статуса отдельного насёленного пункта и вошло в состав города Тольятти
С 20 марта 2009 года Новоматюшкино имеет статус микрорайона в составе Комсомольского района Тольятти.

## Население
| Год  | Численность | Численность |
| ---- | ----------- | ----------- |
| 1859 | 697         | [ 9 ]       |
| 1889 | 1046        | [ 10 ]      |
| 1897 | 1099        | [ 11 ]      |
| 1910 | 1207        | [ 12 ]      |
| 2013 | 230         | [ 1 ]       |